# Nikom Somwang
Nikom Somwang (thailändisch นิคม สมหวัง, * 18. August 1983 in Roi Et), auch als Aung (thailändisch อั้ง) bekannt, ist ein thailändischer Fußballspieler.

## Karriere
Seinen ersten Vertrag unterschrieb Nikom Somwang bei Globex FC. Über die Drittligisten Samut Prakan FC (2009) und Nonthaburi FC (2010) kam er 2011 zum Zweitligisten Chiangmai FC. Da der Verein am Ende der Saison den 16. Platz belegte, musste er in die Dritte Liga absteigen. Nikom verließ nach dem Abstieg den Verein und schloss sich 2012 dem Zweitligisten Nakhon Ratchasima FC aus Nakhon Ratchasima an. Nach einem Jahr ging er nach Roi Et zum Drittligisten Roi Et United. Mit dem Verein wurde er 2013 Meister der Regional League Division 2 – North/East. Mit Roi Et spielte er ein Jahr in der Zweiten Liga. Nach Ende der Saison belegte Roi Et den 15. Tabellenplatz und musste somit wieder den Weg in die Drittklassigkeit antreten. Zur Saison 2015 wechselte er zum Ligakonkurrenten Ubon UMT United nach Ubon Ratchathani. Der Verein wurde 2015 Vizemeister der Regional League Division 2 – North/East und Champion der Regional League Division 2. Ubon stieg in die Zweite Liga auf. Im Jahr 2016 wurde der Club Vizemeister der Thai Premier League Division 1 und schaffte somit den Aufstieg in die Thai League. 2018 wechselte er zum Ligakonkurrenten Police Tero FC nach Bangkok. Da der Vertrag nach Ablauf nicht verlängert wurde, ist er seit Anfang 2019 vereinslos.

## Erfolge
Ubon UMT United
- 2015 – Regional League Division 2 – Champion  ▲
- 2015 – Regional League Division 2 – North/East – Vizemeister
- 2016 – Thai Premier League Division 1 – Vizemeister  ▲

Roi Et United
- 2013 – Regional League Division 2 – North/East – Meister  ▲